# Ekzarch Antimowo
Ekzarch Antimowo (bułg. Екзарх Антимово) – wieś w Bułgarii, w obwodzie Burgas, w gminie Karnobat. W 2023 roku liczyła 1073 mieszkańców.